# Нючёпинг
Ню́чёпинг (швед. Nyköping) — город в Швеции на берегу Балтийского моря, центр лена Сёдерманланд и одноимённой коммуны.

## История
В 16 веке был резиденцией короля Карла IX. Подвергался крупным пожарам в 1390, 1665, 1719, 1825 гг. В 1719 году был практически полностью уничтожен русскими войсками.

## Достопримечательности
Главной достопримечательностью считается Нючёпингский замок, строительство которого началось в конце 12 в.

## Транспорт
Через Нючёпинг проходит Европейский маршрут E04.
В 7 км к северо-западу находится аэропорт Стокгольм-Скавста — третий по пассажирообороту в Швеции.

## Города-побратимы
- Выборг (Россия)